# Poké bowl

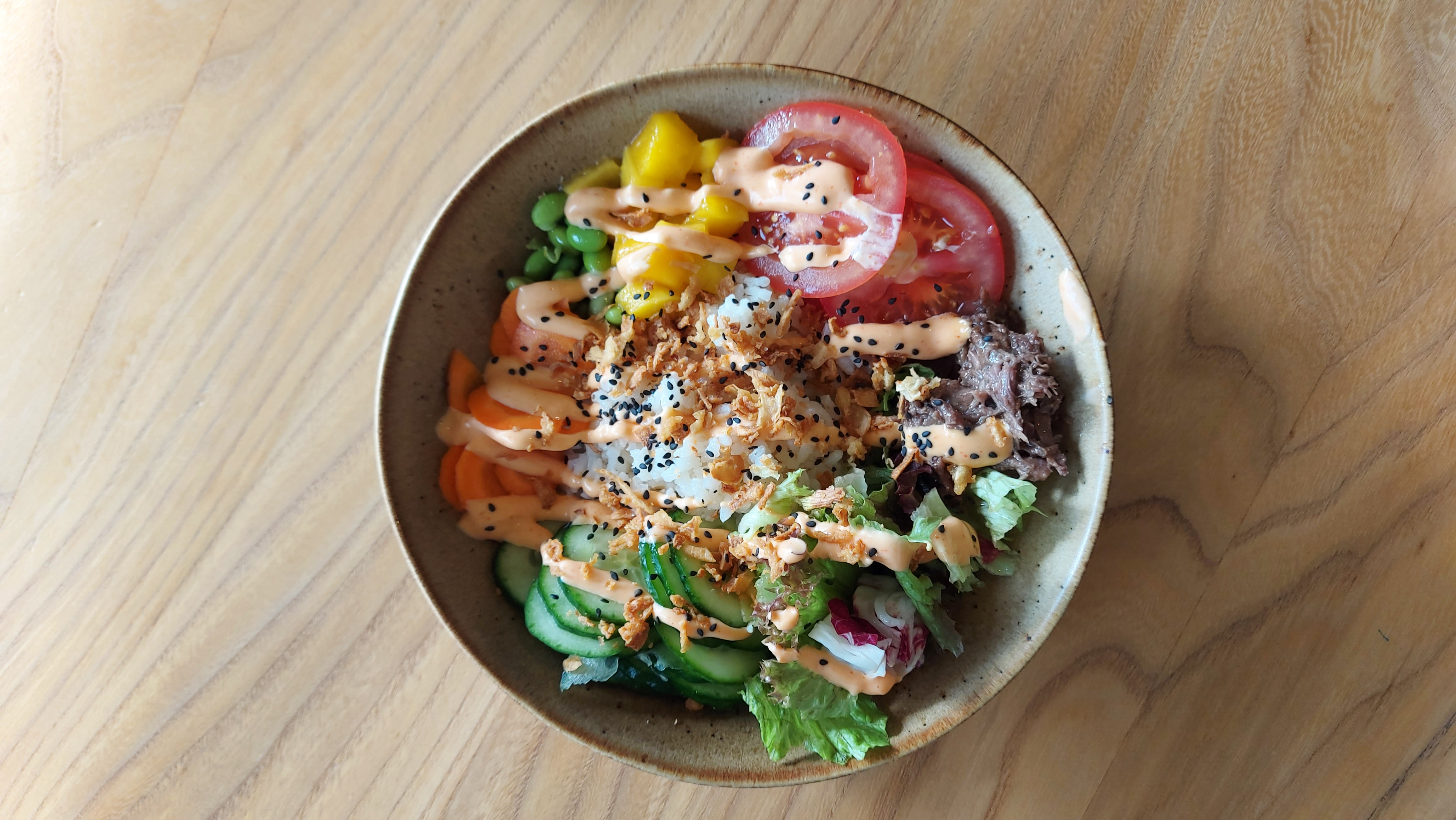
Een poké bowl met rendang.

Een poké bowl is de moderne en westerse variant op het Hawaïaanse gerecht poke. Het gerecht bestaat uit een kom (Engels: bowl) met verschillende fijngesneden ingrediënten die gescheiden naast elkaar op een sierlijke manier gerangschikt zijn en lauwwarm of koud geserveerd worden, met daaroverheen een saus. Het oorspronkelijke Hawaïaanse gerecht bestaat uit (onder andere) fijngesneden rauwe vis. Dit Hawaïaanse gerecht heeft een Japanse oorsprong. Het moderne gerecht is rond 2012 ontstaan en sindsdien aan een opmars bezig.
Een poké bowl hoeft overigens geen vis te bevatten maar kan ook vlees bevatten of geheel vegetarisch of veganistisch zijn. De vegetarische varianten worden ook wel Buddha bowls genoemd.
Naarmate het gerecht bekender werd ontstonden verschillende variaties. Zoals bijvoorbeeld de burrito bowl met Mexicaanse ingrediënten, de sushi bowl of de Italiaanse bowl.
Naast rijst zijn veel gebruikte ingrediënten quinoa, kikkererwten, kip, zalm, tonijn, teriyaki, rendang, avocado, sojabonen, champignons, jalapeño, ananas, mango, sesamzaad, blauwmaanzaad, radijs en komkommer.